# Hans Georg Bammer
Hans Georg Bammer (* 13. November 1921 in Rumburg, Tschechoslowakei; † 11. Dezember 2009 in Halstenbek) war ein deutscher Neurologe und Hochschullehrer.

## Leben und Werk
Er war der Sohn des Syndikus' der Industrieverbände für Stahl, Glas, Textilien und Leder Johannes Bammer, der als Pianist bekannt wurde. Nach dem Schulbesuch studierte Bammer Medizin und promovierte zum Dr. med. Nach seiner Habilitation am 1. November 1959 wurde er Privatdozent für Neurologie an der Universität Würzburg. 1963 erfolgte seine Ernennung zum leitenden Oberassistenten an der Neurologischen Universitätsklinik in Würzburg. Am 27. April 1969 wurde Bammer zum Chefarzt der Neurologischen Abteilung des Asklepios Klinikums Harburg in Hamburg ernannt.

## Schriften (Auswahl)
- Untersuchungen Über die Wirkung von bakteriellen Lipopolysacchariden auf Nervenzellen. UV-Absorptionsmessungen an Zellen vom intakten und durchschnittenen Nervus hypoglossus von Kaninchen. In: Zeitschrift für die gesamte experimentelle Medizin 127 (1956), S. 90–102.
- Felduntersuchungen über multiple Sklerose in Unterfranken. Eine Analyse von 110 Patienten in 46 Gemeinden. Würzburg 1959.
- Felduntersuchungen über multiple Sklerose in Unterfranken. Eine Studie an 110 Patienten in 46 Gemeinden. Thieme, Stuttgart 1960.
- Nachweis des β1C-Globulins als normaler Bestandteil des Liquors durch Immunelektrophorese. In: Klinische Wochenschrift 41 (1963), S. 1084–1085.
- (Mitautor): Aderhautentzündungen bei Multipler Sklerose und die sogenannte Uveoencephalomeningitis. In: Deutsche Zeitschrift für Nervenheilkunde 187 (1965), S. 300–316.
- Caeruloplasmin- und Kupferstoffwechsel bei Multipler Sklerose. In: Deutsche Zeitschrift für Nervenheilkunde 189 (1966), S. 312–329.
- Weitere Untersuchungen zur immunelektrophoretischen Darstellung von Komplementkomponenten im menschlichen Liquor cerebrospinalis. In: Klinische Wochenschrift 44 (1966), S. 1099–1101.
- Liquorkomplement und Multiple Sklerose. In: Deutsche Zeitschrift für Nervenheilkunde 188 (1966), S. 271–288.
- Die B-Vitamine aus neurologischer Sicht. In: Zeitschrift für Neurologie 202 (1972), S. 165–176.